# Liste des chapitres de Toriko
Cet article est un complément de l'article sur le manga Toriko. Il contient la liste des volumes du manga parus en presse du tome 1 au tome 43, avec les chapitres qu’ils contiennent.

## Volumes reliés

### Tomes 1 à 10
| no | Japonais        | Japonais          | Français         | Français          |
| no | Date de sortie  | ISBN              | Date de sortie   | ISBN              |
| --- | --------------- | ----------------- | ---------------- | ----------------- |
| 1 | 4 novembre 2008 | 978-4-08-874608-1 | 8 septembre 2011 | 978-2-82030-198-7 |
| Titre du volume : Toriko, chasseur de saveurs !! Couverture : TorikoListe des chapitres : - Plat 1 : Toriko, chasseur de saveurs !! (美食屋・トリコ‼, Bishoku-ya Toriko!!) - Plat 2 : Fourchette et couteau !! (フォークとナイフ‼, Fōku to Naifu!!) - Plat 3 : Les fruits de l'arc-en-ciel !! (虹の実‼, Niji no Mi!!) - Plat 4 : Le "clou" de poing !! (釘パンチ!!, Kugi Panchi!!) - Plat 5 : Piégé par un Troll Kong !! (トロルコングの罠‼, Tororu Kongu no Wana!!) - Plat 6 : Si je ne mange pas !! (食わねーなら‼, Kuwanē nara!!) - Plat 7 : A l'hôtel Gourmet !! (ホテルグルメにて‼, Hoteru Gurume nite!!) |                 |                   |                  |                   |
| 2 | 4 novembre 2008 | 978-4-08-874609-8 | 10 novembre 2011 | 978-2-82030-231-1 |
| Titre du volume : Coco !! Couverture : Coco et KomatsuListe des chapitres : - Plat 8 : Coco !! (ココ‼, Koko!!) - Plat 9 : La bonne époque des quatre rois !! (四天王の日々‼, Shinten'nō no Hibi!!) - Plat 10 : Le secret de Coco !! (ココの秘密‼, Koko no Himitsu!!) - Plat 11 : Dans les entrailles de la grotte !! (洞窟の奥へ…‼, Dōkutsu no Oku e...!!) - Plat 12 : Bataille contre le Devil-Snake !! (対決!デビル大蛇‼, Taiketsu! Debiru Orochi!!) - Plat 13 : Cinq coups en rafale !! (5連!!, Go-Ren!!) - Plat 14 : Komatsu est mort ?! (小松、死す‼, Komatsu, Shisu!!) - Plat 15 : Les fugu-baleines !! (フグ鯨‼, Fugu Kujira!!) - Plat 16 : Les fugu-baleines sont à nous !! (フグ鯨、捕獲‼, Fugu Kujira, Hokaku!!) |                 |                   |                  |                   |
| 3 | 4 février 2009  | 978-4-08-874632-6 | 25 janvier 2012  | 978-2-82030-273-1 |
| Titre du volume : Apparition de la chose !! Couverture : Toriko, le loup de bataille et le GT Robot de BeiListe des chapitres : - Plat 17 : Le repas de baleine Fugu (フグ鯨、実食‼, Fugu Kujira, Jisshoku!!) - Plat 18 : Apparition de la chose !! (現れたモノ‼, Arawareta Mono!!) - Plat 19 : Uumen Umeda (美食會‼, Bishoku-kai!!) - Plat 20 : Le centre de recherche gourmet !! (グルメ研究所‼, Gurume Kenkyūjo!!) - Plat 21 : Le colosseum gourmet !! (グルメコロシアム‼, Gurume Koroshiamu!!) - Plat 22 : Le loup de bataille !! (バトルウルフ‼, Batoru Urufu!!) - Plat 23 : "Bienvenue !!" (「ようこそ」‼, Yōkoso!!) - Plat 24 : L'infiltration de la chose !! (紛れていたモノ‼, Magireteita Mono!!) - Plat 25 : Le temps de l'amour !! (「愛」の時間‼, Ai no Jikan!!) |                 |                   |                  |                   |
| 4 | 1er mai 2009    | 978-4-08-874666-1 | 14 mars 2012     | 978-2-82030-311-0 |
| Titre du volume : Sunny !! Couverture : Toriko, Mansam, Rin et Regal MammouthListe des chapitres : - Plat 26 : Le GT Robot !! (ＧＴロボ!!, GT Robo!!) - Plat 27 : Les raisons de la colère !! (怒りの理由!!, Ikari no riyū!!) - Plat 28 : Ton nom sera... (お前は..., Omae wa...) - Plat 29 : À table !! (食事!!, Shokuji!!) - Plat 30 : Sunny !! (サニー!, Sanī!!) - Plat 31 : Le biotope n°1 !! (第１ビオトープ!!, Dai 1 biotōpu!!) - Plat 32 : Les Rockdrums !! (ロックドラム!!, Rokkudoramu!!) - Plat 33 : La "dining kitchen" de Sunny !! (サニーの“ダイニングキッチン”!!, Sanī no "dainingu kitchin"!!) - Plat 34 : Komatsu et Sunny !! (小松とサニー!!, Komatsu to Sanī!!) |                 |                   |                  |                   |
| 5 | 4 août 2009     | 978-4-08-874718-7 | 9 mai 2012       | 978-2-82030-368-4 |
| Titre du volume : En route pour le plateau Regal !! Couverture : SunnyListe des chapitres : - Plat 35 : En route pour le plateau Regal !! (リーガル高原へ!!, Rīgaru kōgen e!!) - Plat 36 : Course effréné sur l'île Regal !! (疾走!リーガル島!!, Shissō! Rīgaru shima!!) - Plat 37 : La Gourmet Corp. et les cellules Gourmet !! (美食會とグルメ細胞!!, Bishoku-kai to gurume saibō!!) - Plat 38 : Devil Athletics (デビルアスレチック, Debiru Asurechikku) - Plat 39 : Une rage éléphanto-titanesque !! (荒ぶる象!!, Araburu zō!!) - Plat 40 : Un invité surprise !! (現れた男!!, Arawareta otoko!!) - Plat 41 : Confrontation et incursion !! (対決＆侵入!!, Taiketsu & shin'nyū!!) - Plat 42 : L'ombre de la mort ?! (死相...!?, Shisō!?) - Plat 43 : La colère de Sunny !! (サニーの怒り!!, Sanī no ikari!!) |                 |                   |                  |                   |
| 6 | 2 octobre 2009  | 978-4-08-874739-2 | 6 juillet 2012   | 978-2-82030-399-8 |
| Titre du volume : 10 coups en rafale !! Couverture : Toriko, les GT Robots de Starjun, Sedoru et GidoListe des chapitres : - Plat 44 : Coco se donne à fond !! (ココ、本気!!, Koko, honki!!) - Plat 45 : L'eau régale !! (“王水”!!, "Ōsui"!!) - Plat 46 : L'ombre de la mort !! (死相!!, Shisō!!) - Plat 47 : Un affrontement capillaire !! (髪バトル!!, Kami batoru!!) - Plat 48 : Une funeste rencontre !! (最悪の遭遇!!, Saiaiku no sōgū!!) - Plat 49 : Un signe d'évolution !! (進化の前兆!!, Shinka no zenchō!!) - Plat 50 : Temps limite : 5 minutes !! (タイムリミット５分!!, Taimu Rimitto 5-bun!!) - Plat 51 : Prêt à tout !! (覚悟!!, Kakugo!!) - Plat 52 : 10 coups en rafale !! (10連!!, 10-Ren!!) |                 |                   |                  |                   |
| 7 | 4 décembre 2009 | 978-4-08-874768-2 | 5 septembre 2012 | 978-2-82030-474-2 |
| Titre du volume : Le cristal de la jungle !! Couverture : Toriko et Terry ClothListe des chapitres : - Plat 53 : Repli stratégique !! (脱出!!, Dasshutsu!!) - Plat 54 : Dégustation de mammouth !! (マンモス実食!!, Manmosu jisshoku!!) - Plat 55 : Le menu de Terry !! (テリーのメニュー!!, Terī no menyū!!) - Plat 56 : À la découverte de l'enfer végétal !! (植物地獄、突入!!, Heru Puranto, totsunyū!!) - Plat 57 : Le roi se dévoile !! (王者の片鱗!!, Ōja no henrin!!) - Plat 58 : Le cristal de la jungle !! (ジャングルの結晶!!, Janguru no kesshō!!) - Plat 59 : Dégustation de BB Corn !! (BBコーン、実食!!, BB Kōn, jisshoku!!) - Plat 60 : L'ingrédient ultime !! (最後の食材...!!, Saigo no shozukai...!!) - Plat 61 : Question de portée !! (射程距離...!!, Shatei kyori...!!) |                 |                   |                  |                   |
| 8 | 4 mars 2010     | 978-4-08-870014-4 | 7 novembre 2012  | 978-2-82030-530-5 |
| Titre du volume : Century Soup !! Couverture : TorikoListe des chapitres : - Plat 62 : Des armes nouvelles !! (新たなる武器!!, Aratabaru buki!!) - Plat 63 : L'évolution et ses résultats !! (進化の果て...!!, Shinka no hate...!!) - Plat 64 : Gourmet Town, la ville de la satiété !! (満腹都市「グルメタウン」!!, Manpuku toshi Gurume Taun!!) - Plat 65 : Setsuno, le trésor Gourmet national vivant !! (美食人間国宝「節乃」!!, Bishoku ningen kokuhō Setsuno!!) - Plat 66 : La Century Soup !! (センチュリースープ!!, Senchurīsūpu!!) - Plat 67 : Le secret du resto Setsuno !! (節乃食堂の秘密!!, Setsuno shokudō no himitsu!!) - Plat 68 : Rendez-vous au Bar Heavy Lodge !! (出会いの酒場「ヘビーロッジ」!!, Deai no sakaba Hebī Rojji!!) - Plat 69 : Mettons les voiles pour Ice Hell !! (「アイス ヘル」ヘの航路!!, Aisu Heru e no kōro!!) - Plat 70 : Du rififi à bord !! (船上の狂宴!!, Senjō no kyōen!!) |                 |                   |                  |                   |
| 9 | 30 avril 2010   | 978-4-08-870036-6 | 23 janvier 2013  | 978-2-82030-582-4 |
| Titre du volume : Gèlera bien qui gèlera le dernier !! Couverture : Toriko, Match, Takimaru, Komatsu, Zonge et TeppeiListe des chapitres : - Plat 71 : Un chemin en vent contraire !! (逆風の道!!, Gyakufū no michi!!) - Plat 72 : Chacun son itinéraire !! (それぞれのルート!!, Sorezore no rūto!!) - Plat 73 : Le plat n'attend pas !! (膳は急げ!!, Zen wa isoge!!) - Plat 74 : Pourquoi nous avons choisi l'aventure !! (冒険の理由!!, Bōken no riyū!!) - Plat 75 : Les hostilités sont servies !! (開戦!!, Kaisen!!) - Plat 76 : Bourdonnements !! (羽音!!, Haoto!!) - Plat 77 : Gèlera bien qui gèlera le dernier !! (氷点下の決戦!!, Hyōtenka no kessen!!) - Plat 78 : Insectes nuisibles !! (害虫!!, Gaichū!!) - Plat 79 : "Logement" !! (「宿」!!, "Yado"!!) |                 |                   |                  |                   |
| 10 | 2 juillet 2010  | 978-4-08-870075-5 | 13 mars 2013     | 978-2-82030-621-0 |
| Titre du volume : Combat sauvage !! Couverture : Toriko et TommyrodListe des chapitres : - Plat 80 : "Pre-shot routine" !! (「プリショットルーティーン」!!, "Purishotto rūtīn"!!) - Plat 81 : Relâchement !! (脱力!!, Datsuryoku!!) - Plat 82 : Racaille !! (ゴミ!!, Gomi!!) - Plat 83 : Le continent tremble !! (震える大陸!!, Furueru tairiku!!) - Plat 84 : La soupe serait donc... (!!スープが...!!, Sūpa ga...!!) - Plat 85 : Énergie !! (熱量!!, Enerugī!!) - Plat 86 : Au plus profond de l'enfer !! (地獄の淵!!, Jigoku no fuchi!!) - Plat 87 : Au-delà de dix... (10の先へ...!!, 10 no saki e...!!) - Plat 88 : Combat sauvage !! (野生の勝負!!, Yasei no shōbu!!) |                 |                   |                  |                   |

### Tomes 11 à 20
| no | Japonais         | Japonais          | Français          | Français          |
| no | Date de sortie   | ISBN              | Date de sortie    | ISBN              |
| --- | ---------------- | ----------------- | ----------------- | ----------------- |
| 11 | 4 octobre 2010   | 978-4-08-870113-4 | 8 mai 2013        | 978-2-82030-677-7 |
| Titre du volume : Sur le chemin de la guérison !! Couverture : TorikoListe des chapitres : - Plat 89 : Teppei, le Gourmet Reviver !! (再生屋「鉄平」!!, Saisei-ya "Teppei"!!) - Plat 90 : L'heure de la régénération !! (再生の刻!!, Saisei no toki!!) - Plat 91 : Le choix revient à la soupe !! (食材のおもむくままに!!, Sūpu no omomuku mama ni...!!) - Plat 92 : La Century Soup d'Ice Hell !! (氷の大陸の「センチュリースープ」!!, Aisu Heru no "Senchurī Sūpu"!!) - Plat 93 : Adieu, Ice Hell !! (さらば!氷の大陸!!, Saraba! Aisu Heru!!) - Plat 94 : Life, la contrée de la guérison !! (癒しの国「ライフ」!!, Iyashi no Kuni "Raifu"!!) - Plat 95 : Les règles !! (ルール!!, Rūru!!) - Plat 96 : Sur le chemin de la guérison !! (再生への道!!, Saisei e no michi!!) - Plat 97 : Une solution miraculeuse !! (奇跡の答え!!, Kiseki no kotae!!)                              |                  |                   |                   |                   |
| 12 | 29 décembre 2010 | 978-4-08-870150-9 | 17 juillet 2013   | 978-2-82030-712-5 |
| Titre du volume : Vegetable Sky, le potager céleste !! Couverture : Toriko et KomatsuListe des chapitres : - Plat 98 : La Century Soup, façon Komatsu !! ("小松"のセンチュリースープ!!, "Komatsu" no Senchurī Sūpu!!) - Plat 99 : Toriko choisit sa soupe !! (スープ決定!!, Sūpu kettei!!) - Plat 100 : La nouvelle maison-confiserie !! (新スウィーシハウス!!, Nyū sū'īshi hausu!!) - Plat 101 : Les disciples d'Acacia !! (アカシアの弟子たち!!, Akashia no deshi-tachi!!) - Plat 102 : Temps de baston !! (ケンカの時間!, Kenka no jikan!!) - Plat 103 : Duo !! (コンビ!!, Konbi!!) - Plat 104 : Stairway to Heaven !! (天国への階段!!, Tengoku e no kaidan!!) - Plat 105 : À l'intérieur du nuage !! (雲の中へ!!, Kumo no nake e!!) - Plat 106 : Vegetable Sky, le potager céleste !! (ベジタブルスカイ!!, Bejitaburu Suka!!)                                                   |                  |                   |                   |                   |
| 13 | 4 mars 2011      | 978-4-08-870190-5 | 11 septembre 2013 | 978-2-82030-752-1 |
| Titre du volume : La dure réalité du Monde Gourmet !! Couverture : Toriko et KomatsuListe des chapitres : - Plat 107 : La Pousse d'Ozone !! (オゾン草!!, Ozon Sou!!) - Plat 108 : Dégustation de Pousse d'Ozone !! (オゾン草、実食!!, Ozon Sou, jisshoku!!) - Plat 109 : L'étranger !! (異物!!, Ibutsu!!) - Plat 110 : En route pour le Monde Gourmet !! (グルメ界へ!!, Gurume-kai e!!) - Plat 111 : La dure réalité du Monde Gourmet !! (グルメ界の現実!!, Gurume-Kai no genjitsu!!) - Plat 112 : Un autre monde !! (別世界!!, Bessekai!!) - Plat 113 : Ce qui te manque !! (足りないもの!!, Tarinaimono!!) - Plat 114 : Komatsu et son couteau !! (小松の包丁!!, Komatsu no hōchō!!) - Plat 115 : Au sommet du mont Merck !! (登頂!メルクマウンテン!!, Tōchō! Meruku Maunten!!)                                                                                                   |                  |                   |                   |                   |
| 14 | 4 avril 2011     | 978-4-08-870210-0 | 6 novembre 2013   | 978-2-82031-546-5 |
| Titre du volume : Le véritable Merck !! Couverture : Toriko, Komatsu, le premier et le deuxième MerckListe des chapitres : - Plat 116 : Un compromis impossible !! (譲れないモノ!!, Yuzurenai mono!!) - Plat 117 : Le secret de la Poussière d’Étoiles !! (星屑の秘密!, Hoshikuzu no himitsu) - Plat 118 : La technique d'aiguisage de Merck !! (メルクの研ぎ!!, Meruku no togi!!) - Plat 119 : Plongée dans Heavy Hole !! (ヘビーホール突入!!, Hebī Hōru totsunyū!!) - Plat 120 : Le vrai visage du deuxième Merck !! (二代目の正体!!, Nidaime no shōtai!!) - Plat 121 : Les deux Merck !! (二人のメルク!!, Futari no Meruku!!) - Plat 122 : Le véritable Merck !! (”本物”のメルク!!, "Honmono" no Meruku!!) - Plat 123 : Le travail du deuxième Merck !! (二代目の仕事!!, Nidaime no shigoto!!) - Plat 124 : Un nouveau couteau !! (包丁完成!!, Hōchō kansei!!)                   |                  |                   |                   |                   |
| 15 | 4 juillet 2011   | 978-4-08-870257-5 | 22 janvier 2014   | 978-2-82031-568-7 |
| Titre du volume : Zebra !! Couverture : ZebraListe des chapitres : - Plat 125 : Voyage vers les Enfers !! (黄泉への旅路!!, Yomi e no tabiji!!) - Plat 126 : Honey prison !! (ハニープリズン!!, Hanī Purizun!!) - Plat 127 : Zebra !! (ゼブラ!!, Zebura!!) - Plat 128 : Enfin libre !! (出所!!, Shussho!!) - Plat 129 : Zebra et ses crimes !! (ゼブラの罪!!, Zebura no tsumi!!) - Plat 130 : Un monde de sable !! (砂の世界!!, Suna no sekai!!) - Plat 131 : Le Labyrinthe du Désert !! (砂漠の迷宮!!, Dezāto Rabirinsu!!) - Plat 132 : La Pyramide Gourmet !! (グルメピラミッド!!, Gurume Piramiddo!!) - Plat 133 : À la recherche de Komatsu !! (小松、捜索!!, Komatsu, sōsaku!!) - Plat 134 : Le mystère de la Pyramide !! (ピラミッドの謎!!, Piramiddo no nazo!!) |                  |                   |                   |                   |
| 16 | 2 septembre 2011 | 978-4-08-870285-8 | 26 février 2014   | 978-2-82031-585-4 |
| Titre du volume : Fâcheuses retrouvailles !! Couverture : Toriko, Zebra et NitroListe des chapitres : - Plat 135 : Le plein d'énergie !! (回復!!, Kaifuku!!) - Plat 136 : Face au Salamander Sphinx !! (VSサラマンダースフィンクス!!, VS Saramandā Sufinkusu!!) - Plat 137 : La vraie nature du Mellow Cola !! (コーラの正体!!, Kōra no shōtai!!) - Plat 138 : Comment récolter Mellow Cola ?! (メロウコーラ、調理!!, Meroukōra, chōri!!) - Plat 139 : Zebra pose ses conditions !! (ゼブラの条件!!, Zebura no jōken!!) - Plat 140 : Attaque combinée !! ("合体技"!!, "Gattai-waza"!!) - Plat 141 : Battements de cœur !! (鼓動!!, Kodō!!) - Plat 142 : Komatsu pose ses conditions !! (コンビの条件!!, Konbi no jōken) - Plat 143 : Des créatures explosives !! (生ける爆薬!!, Ikeru bakuyaku!!) - Plat 144 : Fâcheuses retrouvailles !! (最悪との再会!!, Saiaku to no saikai!!)   |                  |                   |                   |                   |
| 17 | 4 novembre 2011  | 978-4-08-870305-3 | 7 mai 2014        | 978-2-82031-595-3 |
| Titre du volume : Les Gouramis Étincelants !! Couverture : Toriko, Sunny, Komatsu et QuinnListe des chapitres : - Plat 145 : Le Temple Gourmet !! (グルメ神社!!, Gurume Jinja!!) - Plat 146 : Les Pommes-Frousse !! (ビックリアップル!!, Bikkuri Appuru!!) - Plat 147 : Le œufs de Pouletigre !! (ニワトラの卵!!, Niwatora no tamago!!) - Plat 148 : Les Gouramis Étincelants !! (サンサングラミー!!, Sansan Guramī!!) - Plat 149 : La cordillère Morse !! (モルス山脈!!, Morusu Sanmyaku!!) - Plat 150 : Death Fall !! (デスフォール!!, Desu Fōru!!) - Plat 151 : L'évolution d'une technique !! (進化した技!!, Shinkanshita waza!!) - Plat 152 : L'intuition !! (直観!!, Chokkan!!) - Plat 153 : Clous de poing jumelés !! (ツイン釘パンチ!!, Tsuin kugi panchi!!) |                  |                   |                   |                   |
| 18 | 3 février 2012   | 978-4-08-870371-8 | 16 juillet 2014   | 978-2-82031-740-7 |
| Titre du volume : Le Casino Gourmet !! Couverture : TorikoListe des chapitres : - Plat 154 : La Karma Gourmet de Komatsu !! (小松の食運!!, Komatsu no shokuun!!) - Plat 155 : Dégustation de Gouramis Étincelants !! (サンサングラミー実食!!, Sansan Guramī jisshoku!!) - Plat 156 : Les chefs cuisiniers !! (料理人たち!!, Ryōrinin-tachi!!) - Plat 157 : Le coffre au trésor d'Ichiryû !! (会長の宝箱!!, Kaichō no takarabako!!) - Plat 158 : Komatsu et Ootake !! (小松と大竹!!, Komatsu to Ōtake) - Plat 159 : L'appel du menu idéal !! (フルコースの声!!, Furu kōsu no koe!!) - Plat 160 : Le Météorail !! (メテオガーリック!!, Meteo Gārikku!!) - Plat 161 : Le Casino Gourmet !! (グルメカジノ!!, Gurume Kajino!!) - Plat 162 : Faites vos jeux !! (賭博時間（ギャンブルタイム）!!, Gyanburu taimu!!)                                                                        |                  |                   |                   |                   |
| 19 | 4 avril 2012     | 978-4-08-870403-6 | 27 août 2014      | 978-2-82031-767-4 |
| Titre du volume : Dégustation gourmet !! Couverture : Toriko, Coco, Komatsu, Match et LivebearerListe des chapitres : - Plat 163 : Le secret de la Ligue de Cuisine Clandestine !! (地下料理界の秘密!!, Chika Ryōri-kai no himitsu) - Plat 164 : Dégustation gourmet !! (グルメテイスティング!!, Gurume Teisuingu!!) - Plat 165 : Face à Livebearer !! (VSライブベアラー!!, Bāsasu Raibubearā!!) - Plat 166 : La clé de la victoire !! (勝負のキモ!!, Shōbu no kimo!!) - Plat 167 : Les denrées-joker !! (ジョーカー食材!!, Jōkā shozukai!!) - Plat 168 : L'objectif de Coco !! (ココの狙い!!, Koko no nerai!!) - Plat 169 : La combinaison victorieuse !! (勝利の食べ合わせ!!, Shōri no tabeawase!!) - Plat 170 : Dégustation à Météorail !! (メテオガーリック実食!!, Meteo Gārikku jisshoku!!) - Plat 171 : À la conquête de l'époque Gourmet !! (時代の覇者!!, Jidai no hasha!!) |                  |                   |                   |                   |
| 20 | 4 juillet 2012   | 978-4-08-870465-4 | 29 octobre 2014   | 978-2-8203-1872-5 |
| Titre du volume : Ichiryû et Midora !! Couverture : Ichiryû, Midora et JirôListe des chapitres : - Plat 172 : Ichiryû et Midora !! (一龍と三虎‼, Ichiryū to Midora!!) - Plat 173 : Les Pères Noël Gourmet !! (グルメサンタ‼, Gurume Santa!!) - Plat 174 : Le Poisson-Madame !! (マダムフィッシュ‼, Madamu Fisshu!!) - Plat 175 : Concours de pêche dans la "Marmite" !! (鍋池の競争‼, Nabe-ike no Kyōsō!!) - Plat 176 : Le Vinaigre Royal !! (王酢‼, Ōzu!!) - Plat 177 : La Dudurian Explosif !! (ドドリアンボム‼, Dodorian Bomu!!) - Plat 178 : L'Éco-Algue !! (エコのり‼, Eko Nori!!) - Plat 179 : Le rouleau Porte-Bonheur !! (恵方巻完成‼, Ehōmaki Kansei!!) - Plat 180 : L'Auberge Invisible !! (雲隠れ割烹‼, Kumogakure Kappō!!) |                  |                   |                   |                   |

### Tomes 21 à 30
| no | Japonais          | Japonais          | Français         | Français          |
| no | Date de sortie    | ISBN              | Date de sortie   | ISBN              |
| --- | ----------------- | ----------------- | ---------------- | ----------------- |
| 21 | 4 octobre 2012    | 978-4-08-870518-7 | 14 janvier 2015  | 978-2-8203-2698-0 |
| Titre du volume : Règlements de compte au temple du Bois Gourmet !! Couverture : TorikoListe des chapitres : - Plat 181 : Le Temple du Bois Gourmet !! (食林寺!!, Shokurin-ji!!) - Plat 182 : Les Bubble Fruits !! (シャボンフルーツ!!, Shabon Furūtsu!!) - Plat 183 : La Voie Gourmet dévoile sa puissance !! (食義の実力, Shokugi no Jitsuryoku!!) - Plat 184 : Entraînement au Temple du Bois Gourmet !! (食林寺の修業!!, Shokurin-ji no Shugyō!!) - Plat 185 : Bubble Way !! (バブルウェイ!!, Baburu Wei!!) - Plat 186 : L'Immersion Gourmet !! (食没!!, Shokunotsu!!) - Plat 187 : Dégustation de Bubble Fruits !! (シャボンフルーツ実食!!, Shabon Furūtsu Jisshoku!!) - Plat 188 : Règlements de compte au temple du Bois Gourmet !! (決戦!食林寺!!, Kessen! Shokurin-ki!!) - Plat 189 : L'éveil à la Voie Gourmet !! (食義を極めし者!!, Shokugi o Kiwameshi Mono!!) |                   |                   |                  |                   |
| 22 | 4 décembre 2012   | 978-4-08-870553-8 | 4 mars 2015      | 978-2-82031-995-1 |
| Titre du volume : Les Quat'Monstres !! Couverture : Les membres du Biotope 0Liste des chapitres : - Plat 190 : À couteaux tiré !! (ナイフVS包丁‼, Naifu Bāsasu Hōchō!!) - Plat 191 : Ootaké et son partenaire !! (大竹のコンビ‼!!, Ōtake no Konbi!!!!) - Plat 192 : Le hors-d'œuvre secret !! (隠された前菜‼, Kakusareta Zensai!!) - Plat 193 : L'équipage du Biotope 0 !! (第０ビオトープ職員‼, Dai-zero Biotōpu Shokuin!!) - Plat 194 : Les Quat'Monstres !! (四獣‼, Shijū!!) - Plat 195 : Un diner chez Zen Oh !! (膳王の晩餐‼, Zen-Ō no Bansan!!) - Plat 196 : L'invasion des Quat'Monstres !! (四獣侵攻‼, Shijū Shinkō!!) - Plat 197 : Quatre contre quatre !! (４vs４‼, Yon Bāsasu Yon!!) - Plat 198 : Au-delà de 100 !! (オーバー１００‼, Ōbā Hyaku!!) |                   |                   |                  |                   |
| 23 | 4 février 2013    | 978-4-08-870617-7 | 13 mai 2015      | 978-2-82032-015-5 |
| Titre du volume : Le festin des Rois !! Couverture : Toriko, Coco, Zebra, Sunny, Quat'MonstresListe des chapitres : - Plat 199 : Quadruple épilogue !! (４つの決着‼, Yottsu no Ketchaku!!) - Plat 200 : Le vrai visage du Quat'Monstre !! (四獣の本体‼, Shijū no Hontai!!) - Plat 201 : Chaos dans le Monde Humain !! (人間界大混乱‼, Ningen-kai Dai-konran!!) - Plat 202 : La Pluie Verte !! (緑の雨（グリーンレイン）‼, Gurīn Rein!!) - Plat 203 : La cuisine thérapeutique !! (解毒料理‼, Gedoku Ryōri!!) - Plat 204 : Une nouvelle recette !! (新しい調理法‼, Atarashii Chōri-hō!!) - Plat 205 : L'envie de découvrir de nouvelles saveurs !! (味への好奇心‼, Aji e no Kōkishin!!) - Plat 206 : L'appétit !! ("食欲"‼, "Shokuyoku"!!) - Plat 207 : Le festin des Rois !! ("王食晩餐"‼, "Ōshoku Bansan"!!) |                   |                   |                  |                   |
| 24 | 2 mai 2013        | 978-4-08-870663-4 | 1er juillet 2015 | 978-2-82032-031-5 |
| Titre du volume : L'ouverture du Cooking Festival!! Couverture : Komatsu, Zaus, Pipi, Reishun, Kopuriko, Wabutora, Klaraman, Mami, Tairan, Setsuno, Buranchi, Kurakage, Chiru, Damala Sky XIII, Lulubhu, Ton, Yuda, Livebearer, Three Eyes Horis, Makube, Tsurara MamaListe des chapitres : - Plat 208 : Dégustation de Quat'Monstre !! (四獣、実食‼, Shijū, Jisshoku!!) - Plat 209 : Komatsu, grand chef cuisinier !! (料理人・小松‼, Ryōrinin Komatsu!!) - Plat 210 : Le pistolet à clous !! (ネイルガン‼, Neiru Gan!!) - Plat 211 : L'ouverture du Cooking Festival !! ("クッキングフェス"開幕‼, "Kukkingu Fesu" Kaimaku!!) - Plat 212 : Les concurrents entrent dans l'arène !! (選手入場‼, Senshu Nyūjō!!) - Plat 213 : Les éliminatoires commencent !! (予選開始‼, Yosen Kaishi!!) - Plat 214 : Un affrontement sérieux !! (真剣勝負‼, Shinken Shōbu!!) - Plat 215 : Brunch fait son entrée !! (ブランチ、見参‼, Buranchi, Kenzan!!) - Plat 216 : Une remontée spectaculaire !! (ごぼう抜き‼, Gobō-nuki!!) |                   |                   |                  |                   |
| 25 | 4 juillet 2013    | 978-4-08-870766-2 | 2 septembre 2015 | 978-2-82032-174-9 |
| Titre du volume : Le Bishokukai envahit !! Couverture : Starjun, Grinpatch, Elg, Yû, Gur, Zaragira, Nitro, Limon, Barrygamon, Sedoru, Bogie Woods, Tommyrod, Jerry Boy, ChiyoListe des chapitres : - Plat 217 : Les signes avant-coureurs de la guerre !! (開戦の合図!!, Kaisen no Aizu!!) - Plat 218 : La Gourmet Corp passe à l'attaque !! (美食會、襲来!!, Bishoku-kai, Shūra!!) - Plat 219 : La bataille commence !! (戦闘開始!!, Sentō Kaishi!!) - Plat 220 : Un combat sauvage !! (野生の闘い!!, Yasei no Tatakai!!) - Plat 221 : OIG contre Gourmet Corp !! (IGOvs美食會!!, Ai-Jī-Ō Bāsasu Bishoku-kai!!) - Plat 222 : Le plus terrible des atouts !! (最悪の切り札!!, Saiaku no Jōkā!!) - Plat 223 : Les cuisinier sont en danger !! (狙われた料理人!!, Nerawareta Ryōrinin!!) - Plat 224 : L'espoir du monde !! (世界の希望!!, Sekai no Kibō!!) - Plat 225 : Le réveil !! (覚醒!!, Kakusei!!) |                   |                   |                  |                   |
| 26 | 2 août 2013       | 978-4-08-870784-6 | 2 septembre 2015 | 978-2-82032-175-6 |
| Titre du volume : Au-delà des limites !! Couverture : Toriko, Coco, Buranchi, Melk II, Aimaru, Zebra, Mansam, Takimaru, Match, Rin, Sunny, SetsunoListe des chapitres : - Plat 226 : Face à Tommyrod !! (VSトミーロッド!!, Bāsasu Tomīroddo!!) - Plat 227 : Le duel prend fin !! (決闘の行方!!, Kettō no Yukue!!) - Plat 228 : Éclair !! (稲妻!!, Inazuma!!) - Plat 229 : Face à l'Eternel !! (vs不死身!!, Bāsasu Fujimi!!) - Plat 230 : Trahison !! (裏切り!!, Uragiri!!) - Plat 231 : Zebra contre-attaque !! (逆襲のゼブラ!!, Gyakushū no Zebura!!) - Plat 232 : Une ombre menaçante !! (蠢く影!!, Ugomeku Kage!!) - Plat 233 : Le cri du Cœur !! (呼び声!!, Yobigoe!!) - Plat 234 : Au-delà des limites !! (限界のその先!!, Genkai no Sono Saki!!) |                   |                   |                  |                   |
| 27 | 1er novembre 2013 | 978-4-08-870835-5 | 11 novembre 2015 | 978-2-82032-224-1 |
| Titre du volume : Un pouvoir secret révélé !! Couverture : Toriko, StarjuneListe des chapitres : - Plat 235 : La conviction suprême !! (究極の思い込み!!, Kyūkyoku no Omoikomi!!) - Plat 236 : Le plus redoutable des adversaires !! (最強の敵!!, Saikyō no Raibaru!!) - Plat 237 : Un affrontement brûlant !! (灼熱の闘い!!, Shakunetsu no Batoru!!) - Plat 238 : De toutes ses forces !! (力の限り!!, Chikara no Kagiri!!) - Plat 239 : Une situation désespérée !! (絶体絶命!!, Zettai Zetsumei!!) - Plat 240 : Un pouvoir secret révélé !! (秘めた力!!, Himeta Chikara!!) - Plat 241 : L'éminence grise !! (黒幕!!, Kuromaku!!) - Plat 242 : L'énigmatique Joah !! (謎の男・ジョア!!, Nazo no Otoko: Joa!!) - Plat 243 : Jirô, la Bête Féroce !! (暴獣・二狼!!, Bōjū: Jirō!!) |                   |                   |                  |                   |
| 28 | 4 janvier 2014    | 978-4-08-870888-1 | 13 janvier 2016  | 978-2-82032-281-4 |
| Titre du volume : Les larmes du Tigre !! Couverture : Accacia, Joa, Ichiryuu, Jiro, MidoraListe des chapitres : - Plat 244 : Un énigmatique personnage !! (謎を呼ぶ正体!!, Nazo o Yobu Shōta!!) - Plat 245 : L'instant final !! (終末の刻!!, Shūmatsu no Toki!!) - Plat 246 : Un autre duel au sommet !! (もう一つの決戦!!, Mō Hitotsu no Kessen!!) - Plat 247 : Le Tigre contre le Dragon !! (龍虎激突!!, Ryūko Gekitotsu!!) - Plat 248 : Les pouvoirs d'Ichiryû !! (一龍の力!!, Ichiryū no Chikara!!) - Plat 249 : La rébellion des minorités !! (少数派の反逆!!, Haguremono no Hangyaku!!) - Plat 250 : Un appétit insatiable !! (底知れぬ空腹!!, Soko-shireru Kūfuku!!) - Plat 251 : Les trois disciples d'Acacia !! (美食神と三弟子!!, Akashia to San-deshi!!) - Plat 252 : Les contes d'Acacia !! (アカシアのおとぎ話!!, Akashia no Otogi-banashi!!) - Plat 253 : Les larmes du Tigre !! (虎の涙!!, Tora no Namida!!)                                                                                      |                   |                   |                  |                   |
| 29 | 4 mars 2014       | 978-4-08-880024-0 | 2 mars 2016      | 978-2-82032-338-5 |
| Titre du volume : Le meilleur Gourmet Hunter du monde !! Couverture : Toriko Liste des chapitres : - Plat 254 : Au-delà de la tristesse !! (悲しみの果て‼, Kanashima no Hate!!) - Plat 255 : Le réveil !! (目覚め‼, Mezame!!) - Plat 256 : Le véritable ennemi !! (本当の敵‼, Hontō no Teki!!) - Plat 257 : La fin d'une époque !! (時代の終わり‼, Jidai no Owari!!) - Plat 258 : Le mal est en marche !! (悪の行進‼, Aku no Kōshin!!) - Plat 259 : La théorie de Coco !! (ココの仮説‼, Koko no Kasetsu!!) - Plat 260 : Le rêve de Toriko !! (レトリックの夢‼, Toriko no Yume!!) - Plat 261 : Les ambitions d'Ootaké !! (大竹の野望‼, Ōtake no Yabō!!) - Plat 262 : Midora passe à table !! (三虎の食卓‼, Midora no Shokutaku!!) - Plat 263 : Le meilleur Gourmet Hunter du monde !! (世界一の美食屋‼, Sekai-ichi no Bishokuya!!) |                   |                   |                  |                   |
| 30 | 4 juin 2014       | 978-4-08-880056-1 | 11 mai 2016      | 978-2-82032-339-2 |
| Titre du volume : En route pour le monde gourmet !! Couverture : Toriko, Coco, Melk 2, Setsuno, Zebra, MidoraListe des chapitres : - Plat 264 : En route pour le monde gourmet !! (いざグルメ界へ‼, Iza Gurume-kai e!!) - Plat 265 : Une pluie de bienfaits !! (恵みの雨‼, Megumi no Ame!!) - Plat 266 : Le dernier coffre au trésor !! (最後の宝箱‼, Saigo no Takara Hako!!) - Plat 267 : Une lueur d'espoir !! (希望の産声‼, Kibō no San Koe!!) - Plat 268 : Les œufs miraculeux !! (奇跡の卵‼, Kiseki no Tamago!!) - Plat 269 : Passage de flambeau !! (受け継がれる心‼, Uketsugareru Kokoro!!) - Plat 270 : La dernière clé !! (最後の鍵‼, Saigo no Kagi!!) - Plat 271 : Le message d'Ichiryuu !! (一龍の言伝‼, Ichiryū no Kotozute!!) - Plat 272 : Là où attendent les rêves !! (夢の待つ場所へ‼, Yume no Matsu Basho e!!) |                   |                   |                  |                   |

### Tomes 31 à 40
| no | Japonais         | Japonais          | Français          | Français          |
| no | Date de sortie   | ISBN              | Date de sortie    | ISBN              |
| --- | ---------------- | ----------------- | ----------------- | ----------------- |
| 31 | 4 septembre 2014 | 978-4-08-880173-5 | 6 juillet 2016    | 978-2-82032-481-8 |
| Titre du volume : Le Royaume de la Nourriture Ensorcelante !! Couverture : Toriko, Komatsu, Sunny, Coco, Zebra, Octoposuika* (pieuvre pastèque)Liste des chapitres : - Plat 273 : Le port des mauvais esprits !! (悪霊たちの港!!, Akuryō Tachi no Minato!!) - Plat 274 : Déboussolés !! (五里霧中!!, Gorimuchū!!) - Plat 275 : Un brouillard envoûtant !! (霧の幻惑!!, Kiri no Genwaku!!) - Plat 276 : Un an et demi de progrès !! (一年半の真価!!, Ichinen-han no Shinka!!) - Plat 277 : Le messager du Royaume de la Nourriture Ensorcelante !! (妖食界からの使者!!, Yōshoku-kai Kara no Shisha!!) - Plat 278 : Le labyrinthe de la mort !! (死の迷宮!!, Shi no Meikyū!!) - Plat 279 : Le fil d'Ariane !! (道標!!, Michishirube!!) - Plat 280 : Le Royaume de la Nourriture Ensorcelante !! (妖食界!!, Yōshoku-kai!!) - Plat 281 : L'Ermite Dharma !! (ダルマ仙人!!, Daruma Sennin!!) - Plat 282 : Quatre chemins !! (四つの道!!, Yottsu no Michi!!)                                                                            |                  |                   |                   |                   |
| 32 | 4 novembre 2014  | 978-4-08-880210-7 | 21 septembre 2016 | 978-2-82-032509-9 |
| Titre du volume : Combat contre Héraclès !! Couverture : Toriko, HéraclèsListe des chapitres : - Plat 283 : Un sacrifice au roi des chevaux !! (馬王のいけにえ!!, Ba Ō no Ikenie!!) - Plat 284 : Toriko prend sa décision !! (トリコの覚悟!!, Toriko no Kakugo!!) - Plat 285 : Combat contre Héraclès !! (バーサスヘラクレス!!, Bāsasu Herakuresu!!) - Plat 286 : Le réveil du Démon Bleu !! (“青”の覚醒!!, "Ao" no Kakusei!!) - Plat 287 : La Pluie Ralentie et AIR !! (のろま雨と食王!!, Noroma Ame to Shoku-Ō!!) - Plat 288 : La préparation d'AIR !! (エアの調理法!!, Ea no Chōri-Hō!!) - Plat 289 : La préparation d'AIR !! (suite) (継続- エアの調理法!!, Keizoku- Ea no Chōri-Hō!!) - Plat 290 : Un nouveau souverain !! (新たなる王!!, Aratanaru-Ō!!) - Plat 291 : Dégustation d'AIR !! (エア, 実食!!, Ea, Jisshoku!!) |                  |                   |                   |                   |
| 33 | 5 janvier 2015   | 978-4-08-880274-9 | 23 novembre 2016  | 978-2-82032-539-6 |
| Titre du volume : En route pour la Zone 7 Couverture : Toriko, Coco, Sunny, Zebra, Kaka, Reqtrain, les monstres du secteur 7, BambinaListe des chapitres : - Plat 292 : Le mystère des Cellules Gourmet !! (グルメ細胞の謎‼, Gurume Saibō no Nazo!!) - Plat 293 : Néo passe à l'attaque !! (ＮＥＯ急襲‼, NEO Kyūshū!!) - Plat 294 : Un monde parallèle !! (もう一つの世界‼, Mō hitotsu no Sekai!!) - Plat 295 : En route pour la Zone 7 !! (いざエリア７‼, Iza Eria Sebun!!) - Plat 296 : Les maîtres de l'écosystème !! (生態系の統率者‼, Seitaikei no Tōsotsu-sha!!) - Plat 297 : Un encerclement sans limite !! (際限なき包囲‼, Saigen Naki Hōi!!) - Plat 298 : Le message des anciens !! (太古人の警告‼, Taiko Hito no Keikoku!!) - Plat 299 : Soulèvement contre la tyrannie !! (圧制への反旗‼, Assei e no Hanki!!) - Plat 300 : Attaques et rugissements !! (猛攻と咆哮‼, Mōkō to Hōkō!!) |                  |                   |                   |                   |
| 34 | 3 avril 2015     | 978-4-08-880329-6 | 25 janvier 2017   | 978-2-82032-795-6 |
| Titre du volume : Le roi s'amuse !! Couverture : Bambina, cellules gourmets de Zebra, Sunny, Coco, TorikoListe des chapitres : - Plat 301 : Le roi s'amuse!! (王の遨び!!, Ō no a So Bi!!) - Plat 302 : PAIR révèle sa véritable forme !! (食寶ペアの正体!!, Shoku Takara Pea no Shōtai!!) - Plat 303 : Le moment de la rencontre !! (出会いの瞬間に!!, Deai no shunkan ni!!) - Plat 304 : Une graine de courage !! (勇気の種!!, Yūki no Tane!!) - Plat 305 : Prêt à jouer !! (遊びの準備!!, Asobi no Junbi!!) - Plat 306 : Une occasion à saisir !! (キッカケを獲れ!!, Kikkake o Tore!!) - Plat 307 : Une détermination renouvelée !! (決意の再入山!!, Ketsui no Sainyū Yama!!) - Plat 308 : Marchons à pleine puissance !! (歩みフルパワー!!, Ayumi Furu Pawā!!) - Plat 309 : On fait la belle !! (瞬間の再来!!, Shunkan no Saira!!) - Plat 310 : Le gong !! (ゴング!!, Gongu!!) |                  |                   |                   |                   |
| 35 | 3 juillet 2015   | 978-4-08-880365-4 | 8 mars 2017       | 978-2-82032-818-2 |
| Titre du volume : La danse des singes Couverture : Bambina, Toriko, Sunny, Coco, Zebra, KomatsuListe des chapitres : - Plat 311 : Un nouveau monstre apparaît !! (出ズル化物!!, De Zuru Bakemono!!) - Plat 312 : Qu'est-ce que tu voudrais manger ?! (何が食いたい!!, Nani Ga Kuitai!!) - Plat 313 : Quelqu'un en particulier !! (その者!!, Sono Mono!!) - Plat 314 : La danse des singes !! (サル•ウイー•ダンス!!, Saru Uī Dansu!!) - Plat 315 : Puissance 240 000 milliards !! (240兆連弾!!, Ni Hyaku Shi Jū Chō Rendan!!) - Plat 316 : Attrape !! (掴ぬ!!, Tsukanu!!) - Plat 317 : Tends ta main !! (手を!!, Te o!!) - Plat 318 : Une cascade de larmes !! (涙に崩れて!!, Namida ni Kuzurete!!) - Plat 319 : L'adieu au Massif Zéro !! (みんなで下山!!, Min'na de ge Yama!!) - Plat 320 : Dégustation de PAIR !! (食寶実食!!, Shoku Takara Jisshoku!!) |                  |                   |                   |                   |
| 36 | 4 septembre 2015 | 978-4-08-880461-3 | 10 mai 2017       | 978-2-82032-843-4 |
| Titre du volume : Le grand déploiement !! Couverture : Don gluant, Komatsu, Jiji le chef d'or, Condor Window, Picnic Bomber, Kakino Quiche, Asarudy, MeimeiListe des chapitres : - Plat 321 : Le festin des retrouvailles !! (再会の宴‼, Saikai no Utage!!) - Plat 322 : Stupeur et tremblements !! (激震走る‼, Gekishin Hashiru!!) - Plat 323 : La vérité sur les Nitros !! (ニトロの真実‼, Nitoro no Shinjitsu!!) - Plat 324 : Un joyeux départ !! (笑顔の出発‼, Egao no Shuppatsu!!) - Plat 325 : Attention à la tornade !! (猛威直撃‼, Mōi Chokugeki!!) - Plat 326 : Des équipes inattendues !! (意外な組み合わせ‼, Igaina Kumiawase!!) - Plat 327 : Le grand déploiement !! (散開ツ‼, Sankaitsu!!) - Plat 328 : Le toit de la civilisation !! (文明の屋根‼, Bunmei no Yane!!) - Plat 329 : Les cuisiniers trépignent !! (血沸く料理人達‼, Chiwaku Shefu-tachi!!) - Plat 330 : Rencontre et affrontement !! (出会いと対決‼, Deai to Taiketsu!!)                                                                               |                  |                   |                   |                   |
| 37 | 4 décembre 2015  | 978-4-08-880517-7 | 5 juillet 2017    | 978-2-82032-878-6 |
| Titre du volume : Contractions utérines Couverture : Nitros, Jiro, Acacia, Joa, NéoListe des chapitres : - Plat 331 : De bien étranges masques !! (奇妙な仮面!, Kimyōna Kamen!!) - Plat 332 : Les motivations de Chaco !! (チャコの事情!, Chako no Jijō!!) - Plat 333 : Première manche !! (1回戦!!, Ikkaisenn!!) - Plat 334 : Yuda, l'As du Millième !! (1ミリのユダ!!, 1-Miri no Yuda!!) - Plat 335 : Contractions utérines !! (胎動!!, Taidou!!) - Plat 336 : Le témoignage de Nakaumé !! (中梅が見たもの!!, Nakaume ga mitamono!!) - Plat 337 : Résurrection et retrouvailles !! (復活と再会!!, Fukkatsu to Saikai!!) - Plat 338 : Joah contre Midora !! (ジョアvs三虎!!, Joa Bāsasu Midora!!) - Plat 339 : Une résurrection imminente !! (復活の可能性!!, Fukkatsu no Kanōsei!!) - Plat 340 : L'objectif des Nitros bleus !! (ブルーニトロの目的!!, Burūnitoro no Mokuteki!!) |                  |                   |                   |                   |
| 38 | 4 mars 2016      | 978-4-08-880625-9 | 6 septembre 2017  | 978-2-82032-897-7 |
| Titre du volume : En route pour le Réseau de l'Envers !! Couverture : TorikoListe des chapitres : - Plat 341 : Le combat des ultimes prédateurs !! (最強共の捕食合戦!!, Saikyō-domo no Kuia!!) - Plat 342 : Toriko se remotive !! (トリコ、スイッチオン!!, Toriko, Suitchi On!!) - Plat 343 : Don Slime attaque !! (直撃のドン!!, Chokugeki no Don!!) - Plat 344 : En route pour le Réseau de l'Envers !! (裏の世界へ!!, Ura no Sekai He!!) - Plat 345 : La vérité sur le grand projet !! (プロジェクトの真実!!, Purojekuto no Shinjitsu!!) - Plat 346 : Les ustensiles d'or !! (金の調理器具へ!!, Kin no Chōrikigu e!!) - Plat 347 : L'épreuve des Chevaliers Gourmet !! (試される騎士!!, Tamesareru Naito!!) - Plat 348 : Rien n'est immangeable en ce monde !! (食えないものはない!!, Kuenai Mono Ha Nai!!) - Plat 349 : Nos souvenirs !! (記憶が!!, Kioku Ga!!) |                  |                   |                   |                   |
| 39 | 3 juin 2016      | 978-4-08-880685-3 | 22 novembre 2017  | 978-2-82032-935-6 |
| Titre du volume : Une créature nommée Néo Couverture : Toriko, AcaciaListe des chapitres : - Plat 350 : Une préparation de longue haleine !! (「待つ」食材!!, "Matsu" Shokuzai!!) - Plat 351 : Promesse tenue !! (果たされる!!, Hatasareru!!) - Plat 352 : Le retour !! (戻った!!, Modotta!!) - Plat 353 : Vers le plat de résistance !! (メインへ!, Mein e!!) - Plat 354 : À pas de loup !! (狼王の一足!!, Rōō no Hitoashi!!) - Plat 355 : Deux odorats hors norme !! (嗅ぎくらべ!!, Kagi Kurabe!!) - Plat 356 : Rassemblement général !! (合流!!, Gōryū!!) - Plat 357 : Une créature nommée "Néo" !! (ネオ、その生物!!, Neo Sono Seibutsu!!) - Plat 358 : Néo le répugnant !! (ネオキショい!!, Neo Kishoi!!) - Plat 359 : L'origine du nom de Don Slime !! (ドン・スライム、その名は!!, Don Suraimu Sononaha!!) |                  |                   |                   |                   |
| 40 | 4 août 2016      | 978-4-08-880775-1 | 10 janvier 2018   | 978-2-82033-185-4 |
| Titre du volume : Des larmes de crocodile !! Couverture : Le Corbeau Empereur le roi oiseau, Bambina le roi singe, Guiness le roi loup, Heracles le roi cheval, God, Mother Snake la reine serpent, Derosse le roi dragon, Moon la reine baleine, Sky Deer le roi cerfListe des chapitres : - Plat 360 : Un parfum mystérieux!! (匂いの正体‼, Nioi no Shōtai!!) - Plat 361 : Les démons cachés !! (潜む悪魔は‼, Hisomu Akuma wa!!) - Plat 362 : Les menus idéaux s'étoffent !! (フルコース完成へ‼, Furukōsu Kansei e!!) - Plat 363 : La détermination de Don !! (災害の本気‼, Don no Honki!!) - Plat 364 : Une théorie intéressante !! (ある考え‼, Aru Kangae!!) - Plat 365 : L'enfant-loup !! (狼の仔‼, Ōkami no Ko!!) - Plat 366 : Qu'on enferme le loup !! (狼に封印を‼, Ōkami ni Fūin wo!!) - Plat 367 : Des larmes de crocodile !! (あの涙は‼, Ano Namida wa!!) - Plat 368 : Laisse-moi un dixième de seconde !! (0.1秒を私に‼, 0.1-Byō wo watashi ni!!) - Plat 369 : GOD se révèle au monde !! (ＧＯＤとは‼, Goddo to wa!!) |                  |                   |                   |                   |

### Tomes 41 à 43
| no | Japonais         | Japonais          | Français       | Français          |
| no | Date de sortie   | ISBN              | Date de sortie | ISBN              |
| --- | ---------------- | ----------------- | -------------- | ----------------- |
| 41 | 4 octobre 2016   | 978-4-08-880804-8 | 21 mars 2018   | 978-2-82033-205-9 |
| Titre du volume : ? Couverture : Grinpatch, Zonge, Starjun, Tommyrod, Zebra, Coco, Teppei, Toriko, Sunny, Nakaume, Komatsu, OotakeListe des chapitres : - Plat 370 : God tout puissant !! (GOD最強!!, Goddo Saikyō!!) - Plat 371 : La confrontation du siècle !! (時代の対峙!!, Jidai no Taiji!!) - Plat 372 : Leurs combats !! (それぞれの会戦!!, Sorezore no Kaisen!!) - Plat 373 : Où God conduit !! (GODの示す場所!!, Goddo no Shimesu Basho!!) - Plat 374 : Mordre et ravaler !! (食い合い!!, Kuiai!!) - Plat 375 : Précipitation !! (駆けつける者たち!!, Kaketsukeru Mono Tachi!!) - Plat 376 : Les huit Rois se rassemblent !! (八王集結!!, Yaō Shūketsu!!) - Plat 377 : La bataille des huit Rois !! (王たちの戦い!!, Ō-tachi no Tatakai!!) - Plat 378 : Nous nous battrons et cuisinerons ensemble !! (共に調理!!, Tomo ni Tatakau!!) |                  |                   |                |                   |
| 42 | 2 décembre 2016  | 978-4-08-880844-4 | 2 mai 2018     | 978-2-82033-226-4 |
| Titre du volume : ? Couverture : Neo/Accacia, les appétits de Toriko, TorikoListe des chapitres : - Plat 379 : En avant vers God !! (ＧＯＤの元へ‼, Goddo no mote he!!) - Plat 380 : La compétition pour God !! (ＧＯＤ争奪戦‼, Goddo Sōdatsusen!!) - Plat 381 : Néo et Acacia !! (ネオとアカシア‼, Neo to Akashia!!) - Plat 382 : Acacia se met en mouvement !! (アカシア、動く‼, Akashia Ugoku!!) - Plat 383 : Toriko et Starjun !! (トリコとスタージュン‼, Toriko to Sutājun!!) - Plat 384 : Joa et Froze !! (ジョアとフローゼ‼, Joa to Furōze!!) - Plat 385 : Le menu complet de Midora !! (三虎のフルコース‼, Midroa no Furukōsu!!) - Plat 386 : Le plus terrifiant des adversaires, Acacia !! (最凶の敵、アカシア‼, Saikyō no Teki, Akashia!!) - Plat 387 : Rencontre avec l' appétit !! (食欲との際会‼, Shokuyoku tono Saikai!!)        |                  |                   |                |                   |
| 43 | 31 décembre 2016 | 978-4-08-880885-7 | 4 juillet 2018 | 978-2-82033-249-3 |
| Titre du volume : ? Couverture : Komatsu, TorikoListe des chapitres : - Plat 388 : Le plat principal !! (メインディッシュ‼, Mein Disshu!!) - Plat 389 : Cette saveur qu'il déteste... !! (奴の苦手な味…‼, Yatsu no Negate na Ajin!!) - Plat 390 : Le but d'Acacia !! (アカシアの狙い…‼, Akashia no Nerai...!!) - Plat 391 : Acacia vs Toriko !! (アカシアＶＳトリコ‼, Akashia Bāsasu Toriko!!) - Plat 392 : Menu complet de la rage !! (怒りのフルコース‼, Ikari no Furukōsu!!) - Plat 393 : Les vœux d'Acacia !! (アカシアの想い‼, Akashia no Omoi!!) - Plat 394 : Le menu complet de Toriko (トリコのフルコース‼, Toriko no Furukōsu!!) - Plat 395 : Tous autour de la table !! (皆で囲む食卓‼, Mina de Kakomu Shokutaku!!) - Plat 396 : Il reste des ingrédients inconnus !! (まだ見ぬ食材‼, Mada Minu Shokuzai!!)                          |                  |                   |                |                   |

### Shueisha BOOKS
1. 1 2  Tome 1
2. 1 2  Tome 2
3. 1 2  Tome 3
4. 1 2  Tome 4
5. 1 2  Tome 5
6. 1 2  Tome 6
7. 1 2  Tome 7
8. 1 2  Tome 8
9. 1 2  Tome 9
10. 1 2  Tome 10
11. 1 2  Tome 11
12. 1 2  Tome 12
13. 1 2  Tome 13
14. 1 2  Tome 14
15. 1 2  Tome 15
16. 1 2  Tome 16
17. 1 2  Tome 17
18. 1 2  Tome 18
19. 1 2  Tome 19
20. 1 2  Tome 20
21. 1 2  Tome 21
22. 1 2  Tome 22
23. 1 2  Tome 23
24. 1 2  Tome 24
25. 1 2  Tome 25
26. 1 2  Tome 26
27. 1 2  Tome 27
28. 1 2  Tome 28
29. 1 2  Tome 29
30. 1 2  Tome 30
31. 1 2  Tome 31
32. 1 2  Tome 32
33. 1 2  Tome 33
34. 1 2  Tome 34
35. 1 2  Tome 35
36. 1 2  Tome 36
37. 1 2  Tome 37
38. 1 2  Tome 38
39. 1 2  Tome 39
40. 1 2  Tome 40
41. 1 2  Tome 41
42. 1 2  Tome 42
43. 1 2  Tome 43

### Kazé Manga
1. 1 2  Tome 1
2. 1 2  Tome 2
3. 1 2  Tome 3
4. 1 2  Tome 4
5. 1 2  Tome 5
6. 1 2  Tome 6
7. 1 2  Tome 7
8. 1 2  Tome 8
9. 1 2  Tome 9
10. 1 2  Tome 10
11. 1 2  Tome 11
12. 1 2  Tome 12
13. 1 2  Tome 13
14. 1 2  Tome 14
15. 1 2  Tome 15
16. 1 2  Tome 16
17. 1 2  Tome 17
18. 1 2  Tome 18
19. 1 2  Tome 19
20. 1 2  Tome 20
21. 1 2  Tome 21
22. 1 2  Tome 22
23. 1 2  Tome 23
24. 1 2  Tome 24
25. 1 2  Tome 25
26. 1 2  Tome 26
27. 1 2  Tome 27
28. 1 2  Tome 28
29. 1 2  Tome 29
30. 1 2  Tome 30
31. 1 2  Tome 31
32. 1 2  Tome 32
33. 1 2  Tome 33
34. 1 2  Tome 34
35. 1 2  Tome 35
36. 1 2  Tome 36
37. 1 2  Tome 37
38. 1 2  Tome 38
39. 1 2  Tome 39
40. 1 2  Tome 40
41. 1 2  Tome 41
42. 1 2  Tome 42
43. 1 2  Tome 43